# Dolné Vestenice
Dolné Vestenice jsou obec na Slovensku v okrese Prievidza v Trenčínském kraji. Žije zde přibližně 2 500 obyvatel.

## Historie
První písemná zmínka o vesnici je z roku 1249.

## Pamětihodnosti
- Ve vsi stojí římskokatolický kostel Neposkvrněného početí Panny Marie z roku 1893.
- Do katastrálního území obce zasahuje část přírodní rezervace Jankov vŕšok.

## Osobnosti
- Oskar Singer (* 1899), architekt